# Atoska
Atoska är en ort i Mexiko.   Den ligger i kommunen Benito Juárez och delstaten Veracruz, i den sydöstra delen av landet, 180 km nordost om huvudstaden Mexico City. Atoska ligger 532 meter över havet och antalet invånare är 272.
Terrängen runt Atoska är kuperad. Runt Atoska är det ganska tätbefolkat, med 80 invånare per kvadratkilometer. Närmaste större samhälle är Xochiatipan de Castillo, 2,8 km väster om Atoska. I omgivningarna runt Atoska växer huvudsakligen savannskog.